# Ectropis delosaria
Ectropis delosaria là một loài bướm đêm trong họ Geometridae.